# Malta op de Europese kampioenschappen atletiek 2010
Malta werd door twee atleten vertegenwoordigd op de Europese kampioenschappen atletiek 2010, in de Spaanse stad Barcelona. Het land wist geen medailles in de wacht te slepen.

## Deelnemers
| Onderdeel   | Mannen        | Vrouwen           |
| ----------- | ------------- | ----------------- |
| 100 m       | Mario Bonello |                   |
| verspringen |               | Rebecca Camilleri |

## Resultaten

### 100 m mannen
- Mario Bonello
  - 1e ronde: 11,09 s (NQ)

### verspringen vrouwen
- Rebecca Camilleri
  - Kwal.: 5,93 m (NQ)

Albanië · Andorra · Armenië · Azerbeidzjan · België · Bosnië en Herzegovina · Bulgarije · Cyprus · Denemarken · Duitsland · Estland · Finland · Frankrijk · Georgië · Gibraltar · Griekenland · Groot-Brittannië · Hongarije · Ierland · IJsland · Israël · Italië · Kroatië · Letland · Liechtenstein · Litouwen · Luxemburg · Macedonië · Malta · Moldavië · Monaco · Montenegro · Nederland · Noorwegen · Oekraïne · Oostenrijk · Polen · Portugal · Roemenië · Rusland · San Marino · Servië · Slovenië · Slowakije · Spanje · Tsjechië · Turkije · Wit-Rusland · Zweden · Zwitserland